# Caso Zerrichera
El Caso Zerrichera es la investigación de delitos de corrupción política relacionados con corrupción urbanística en torno a la finca protegida La Zerrichera, de Águilas, Región de Murcia, España.

## Contexto
El proyecto urbanístico La Zerrichera fue iniciado por el Grupo Hispania, propiedad del promotor Trinitario Casanova. El proyecto incluía la construcción de 4.000 viviendas, un hotel de lujo y un campo de golf en una finca de 250 ha de la sierra de la Almenara, en Águilas. Una parte del territorio afectado está incluido en la Red Natura 2000.
[José López Díaz, concejal de Águilas y unos socios compraron parte de los terrenos de la sierra de la Almenara, de acuerdo con el promotor urbanístico Trinitario Casanova, al que se los venderían una vez recalificados en 2003.
En 2004, el ayuntamiento de Águilas recalificó la finca declarándola urbanizable, con el posterior y preceptivo visto bueno de las consejerías de Medio Ambiente y de Obras Públicas.
El proyecto fue denunciado por Asociación de Naturalistas del Sureste (ANSE), Ecologistas en Acción y el Partido Socialista Obrero Español (PSOE), por presuntos delitos contra el medio ambiente y prevaricación. El caso fue abierto por el fiscal jefe del Tribunal Superior de Justicia de Murcia, Manuel López Bernal, el 22 de febrero de 2007, que presentó una querella por prevaricación contra Juan Ramírez Soto, alcalde de Águilas, y un exconcejal, cuatro altos cargos de la Comunidad y un funcionario.